# Bronsstumplöpare
Bronsstumplöpare (Syntomus foveatus) är en skalbaggsart som först beskrevs av Geoffroy 1785.  Bronsstumplöpare ingår i släktet Metabletus, och familjen jordlöpare. Enligt den finländska rödlistan är arten sårbar i Finland. Arten är reproducerande i Sverige. Artens livsmiljö är ruderatmarker, vägrenar och banvallar.

## Bildgalleri

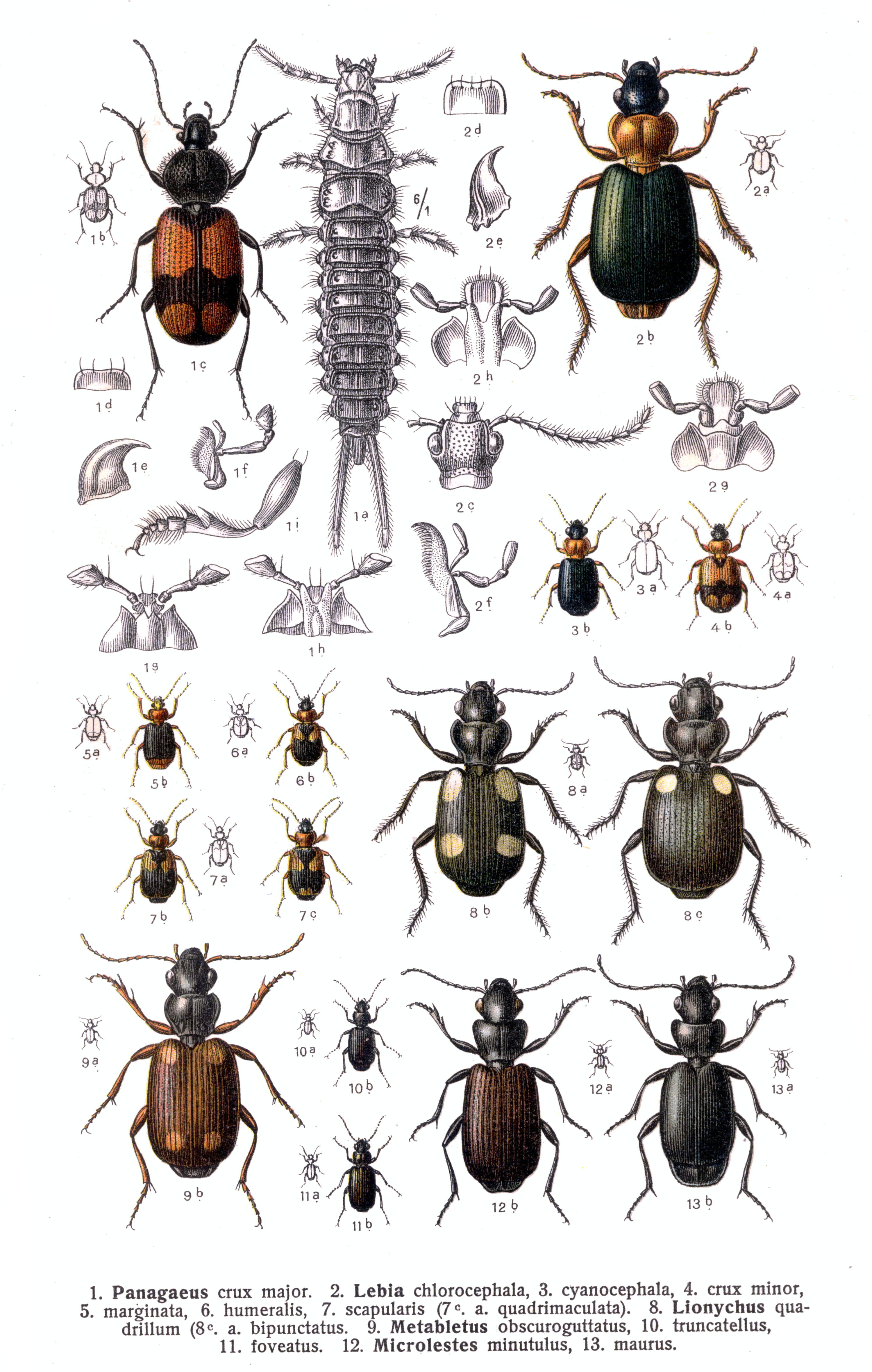
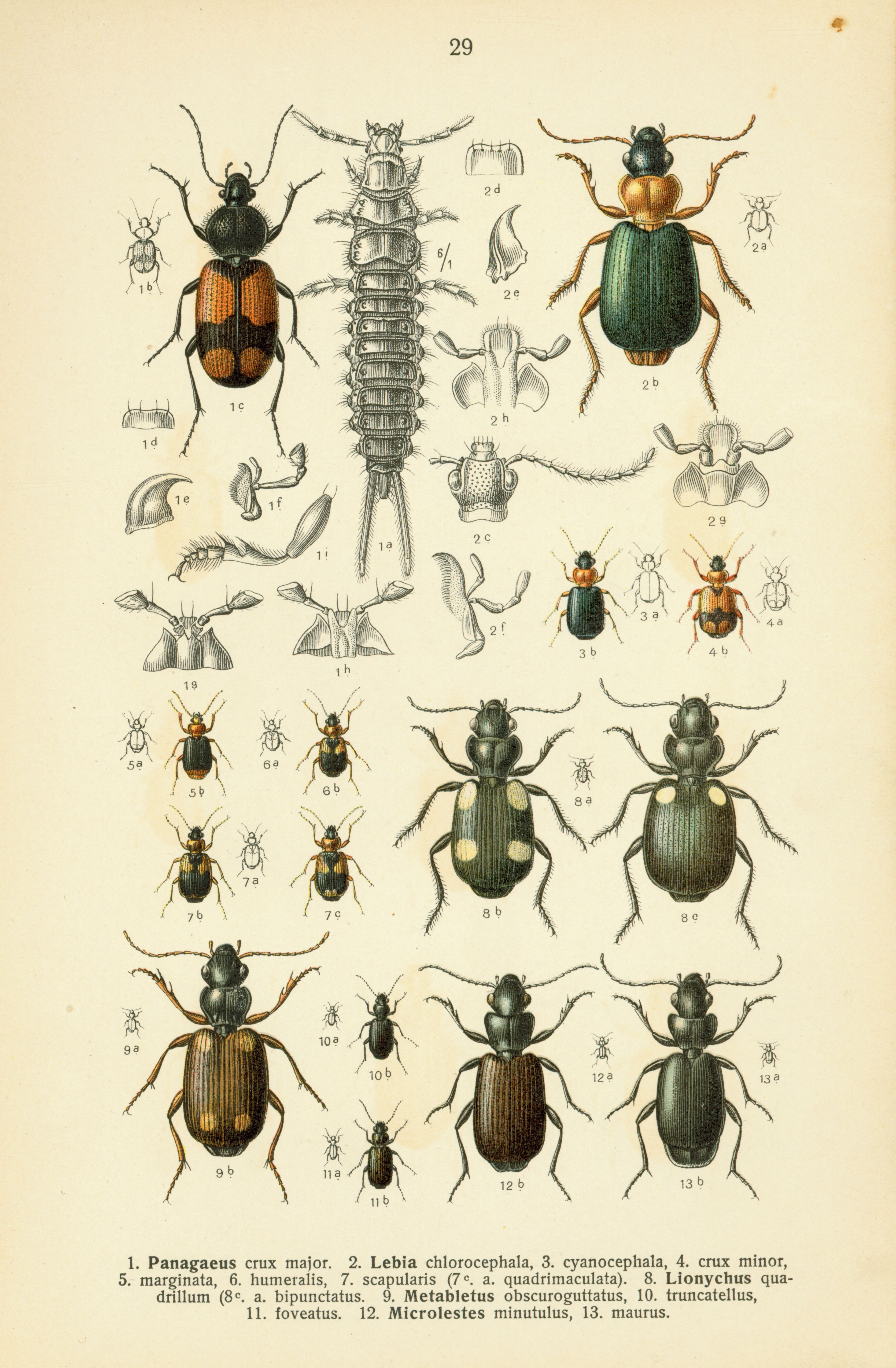
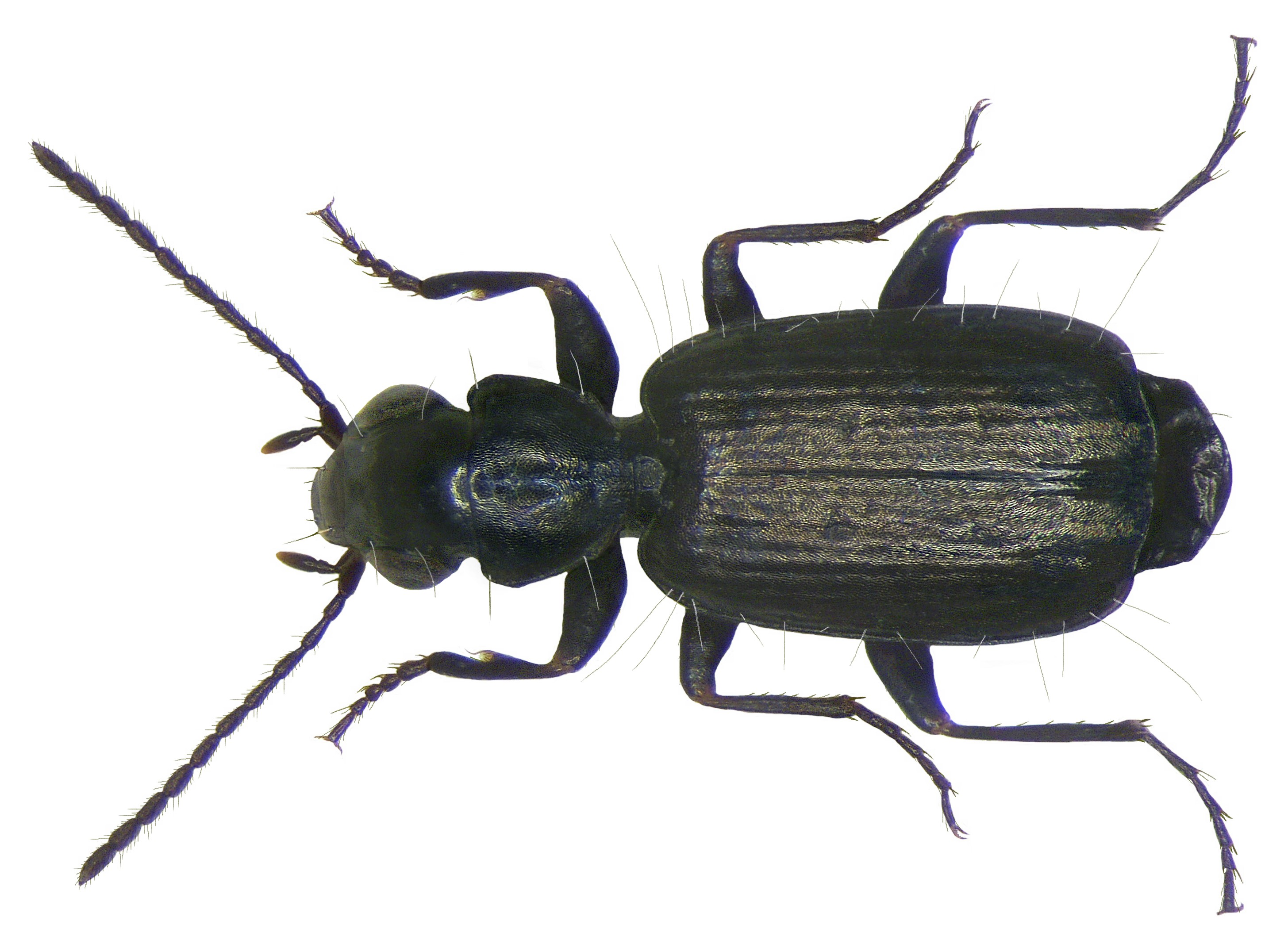